# リチャード・ニール
リチャード・エドマンド・ニール（Richard Edmund Neal、1949年2月14日生まれ）は、1989年以来マサチューセッツ州の第1議会地区の米国下院議員を務めるアメリカの政治家。

1989年から2013年まで第2地区として番号が付けられた地区には、スプリングフィールド、ウェストスプリングフィールド、ピッツフィールド、ホルヨーク、アガワム、チコピー、ウェストフィールドを含み、州の他の地域よりもはるかに田舎である。  

## 概要
民主党のメンバーであるニールは、2013年からマサチューセッツ州下院の代表団の学部長を務めており、ニューイングランド下院の代表団の学部長でもあります。